# Morawa

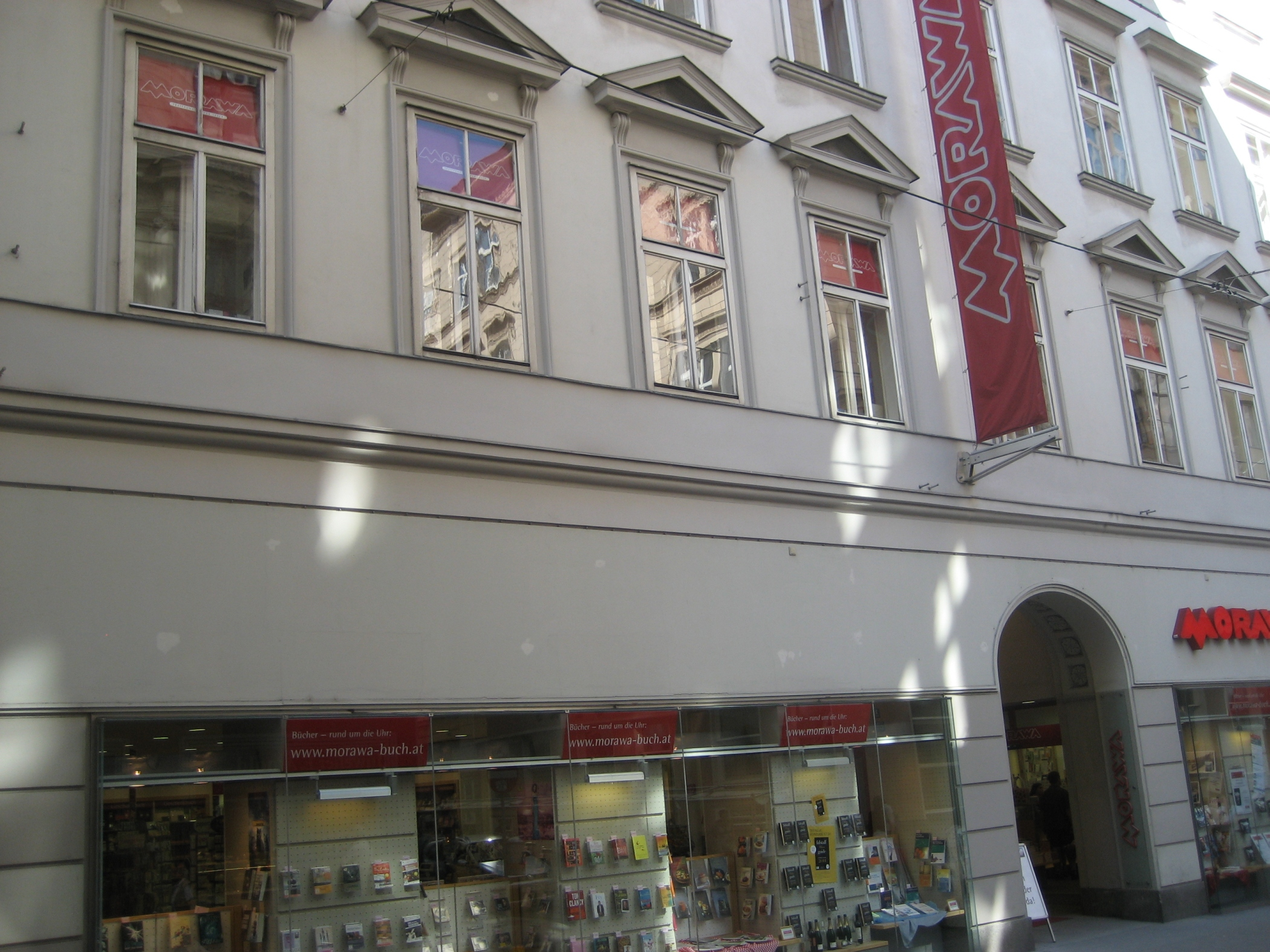
Morawa-Buchhandlung in der Wollzeile in Wien

Die Morawa Group (Aussprache [ˈmɔʀava]) ist ein österreichisches Unternehmen in den Bereichen Bucheinzelhandel, Buch-Onlineshop, Buchgroßvertrieb, Lesezirkel, Business-Abos und Spedition. Die 1877 als Zeitungsgeschäft und -vertrieb gegründete Unternehmensgruppe beschäftigt rund 800 Mitarbeiter und erwirtschaftete 2021 rund 250 Millionen EUR.

## Geschichte

### Ursprünge
Die Geschichte des Unternehmens geht auf das Jahr 1877 zurück, als Hermann Goldschmiedt, Sohn eines böhmischen Kaufmanns, ein Zeitungsgeschäft in der Wollzeile im Ersten Bezirk Wiens eröffnete. Die Idee war, der Wiener Bevölkerung zu ermöglichen, regelmäßig an in- und ausländische Zeitungen und Zeitschriften zu kommen. Dieser Schritt prägte den heimischen Pressevertrieb nachhaltig.

### Entwicklung bis zum Zweiten Weltkrieg

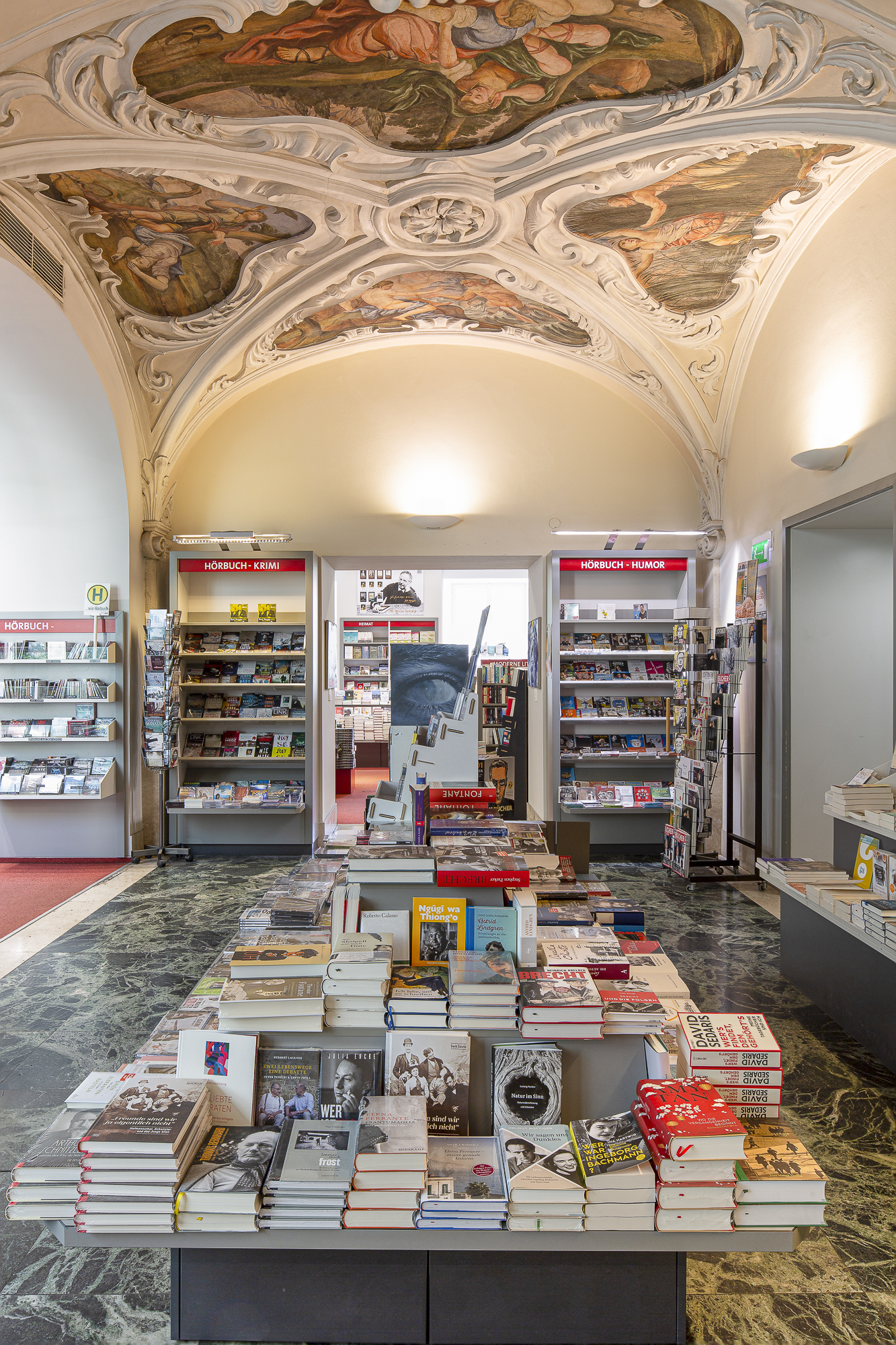
Moser Graz

Das Unternehmen wurde später von der Holdinggesellschaft Literaria gekauft. Emmerich Morawa, geb. 1896, arbeitete seit 1921 für diese Gesellschaft und war für das Zeitungsvertriebsunternehmen von Goldschmiedt zuständig. Dieses übernahm er 1924 und führte es bis zum Jahre 1970.
Nach der Übernahme des Unternehmens durch Emmerich Morawa wurde der Geschäftsgegenstand auf Pressegroß- und -einzelhandel sowie auf Buchgroßhandel ausgeweitet. Nach und nach wuchs das Unternehmen durch den Ankauf österreichischer Gebietsgrossisten. So verband Morawa seine Funktion als Importeur, mit jener, eines direkt den Einzelhandel beliefernden Vertriebes.
1934 wurde das Unternehmen in die Kommanditgesellschaft Buchhandlung und Zeitungsbüro Morawa & Co umgewandelt. Da das Unternehmen mehrheitlich in deutschem Besitz war und viele deutsche Zeitungen und Zeitschriften vertrieb, geriet man mit der Regierung des österreichischen Ständestaats in Konflikt, der die Einfuhr der meisten deutschen Printmedien im Februar 1934 verboten hatte. Hinzu kam, dass Morawa reichsdeutsche Schriften nach Österreich einführte, was bereits vor 1934 verboten war. Da das Unternehmen damals der größte Pressevertrieb war, konnte es erreichen, dass dieses Gesetz kaum vollzogen wurde. Nach dem Anschluss Österreichs im März 1938 wurde Morawa der Vertrieb und die Auslieferung aller Produkte des Eher-Verlags sowie des Völkischen Beobachters übertragen. Emmerich Morawa wurde in der Folge ein nummeriertes Exemplar von Mein Kampf mit einer Widmung und einer Unterschrift des Führers überreicht, für seinen „Einsatz für die N.S.-Presse“. Es folgte die Auszeichnung mit der Ostmark-Medaille. Morawa konnte bis 1945 seine Marktführerschaft im österreichischen Zeitungsvertrieb ausbauen.

### Expansion nach dem Zweiten Weltkrieg
Nach Anschuldigungen, vor allem von der Österreichischen Volksstimme, wurde gegen Emmerich Morawa im Februar 1946 ein Verfahren durch das Landesgericht für Strafsachen Wien eingeleitet. Das Verfahren gegen ihn wurde im August 1947 eingestellt. Auf Grund der Einleitung der Ermittlungen war Morawa kurzzeitig von der Führung und Betriebsberechtigung des von ihm geleiteten Unternehmens ausgeschlossen. Im Februar 1948 wurde ihm die Genehmigung zur Wiederaufnahme der Unternehmensführung erteilt. In der Folgezeit expandierte Morawa bis in die 1960er in alle Landeshauptstädte Österreichs und übernahm nach und nach diverse in den Bundesländern tätige Gebietsgrossisten. Morawa verband damit seine Funktion als Importeur mit der eines direkt den Einzelhandel beliefernden Grossisten. Bis 1952 wurde das Unternehmen als eines der führenden österreichischen Zeitungs- und Zeitschriftenvertriebe etabliert. Morawa war eines der ersten Unternehmen in Österreich, das bereits 1956 eine EDV Maschine (Hollerith) einsetzte. In den 1960er Jahren stieg Morawa zusätzlich in den Lesezirkel ein.

### 1970er bis 1990er Jahre
Mit dem Eintritt in den Ruhestand von Emmerich Morawa 1971 übernahm sein Schwiegersohn Franz Selch die Geschäftsleitung. Anfang der 70er Jahre wurde auch die Niederlassung in Salzburg mit einem Versandhaus errichtet. 1982 ging die Morawa-Geschäftsführung in direkter Linie an den Sohn von Selch, Emmerich Selch, über. Seit der Gründung der Morawa Pressevertriebs GmbH stand ihm auch ein weiteres Familienmitglied, Wolfgang Rick, als zweiter Geschäftsführer und Leiter des Pressevertriebs zur Seite. In den 1980er Jahren wurde die Buchhandelsaktivität auf ganz Österreich ausgeweitet. Seitdem ist Morawa in fast jedem Bundesland mit eigenen Buchhandelsgeschäften vertreten. 1992 erfolgte die Fusion mit der 1889 gegründete Mohr-Zentralgesellschaft. Dazu wurde der Buchvertrieb in die neu gegründete Morawa Buchvertrieb GmbH ausgegliedert und dann mit der Mohr-Zentralgesellschaft zur neuen Mohr-Morawa Buchvertrieb GmbH fusioniert. 1997 wurde die Welt im Heim Lesezirkel GmbH gegründet, in der die bisherigen Tätigkeiten im Lesezirkelvertrieb gebündelt wurden. Diese wurde 2013 zur heutigen Morawa Lesezirkel GmbH.

### Ab den 2000er Jahren
Zur Jahrtausendwende wurde die Morawa Buchhandlungen GmbH mit der Styria fusioniert und 2006 – nach der 2005 erfolgten Übernahme der restlichen Styria-Anteile – die Morawa Buch und Medien GmbH gebildet. 2007 kam es zum Zusammenschluss der beiden Pressegroßhandelsfirmen von Morawa und Mediaprint. Die beiden Unternehmen fusionierten ihre Aktivitäten in der Morawa Pressevertrieb GmbH & Co. KG, an der Morawa zu 75,1 % und Mediaprint zu 24,9 % beteiligt war. Die operative Führung lag bei Morawa. An der Objektbetreuung hatte sich nichts geändert. Neben dem Printmedienvertrieb wird auch verstärkt die eigene Logistik als Dienstleistung für andere Produktgruppen angeboten. Im selben Jahr übernahm Morawa 51 % an dem steirischen Unternehmen Leykam, 2010 wurden die restlichen 49 % übernommen.
2014 hatten sich der Morawa Pressevertrieb und der Pressegroßvertrieb PGV mit der Cargoe Morawa PGV GmbH & Co KG zu einem Joint Venture zusammengeschlossen. 2015 gründete Morawa zudem den Selbstkostenverlag mymorawa. Dieser wurde 2020 von dem Druckereiunternehmen Dataform Media GmbH übernommen und operiert seit 2022 unter dem Namen Buchschmiede. 2018 beendete Morawa den Pressevertrieb in Österreich und zog sich aus dem Pressevertrieb vollständig zurück. Die bisher von Morawa betreuten Verlage wechselten zum Pressevertriebsunternehmen PGV.
2020 trat Selch in den Ruhestand und Rick übernahm die alleinige Geschäftsführung der Morawa Group. Ein Jahr später wurde das Logistikunternehmen WOG Logistics GmbH in Hohenems von einem Tochterunternehmen der Morawa Group, der Morawa-Berchtold Transporte, übernommen. Im selben Jahr wurde die Unternehmenstochter Morawa Digital GmbH gegründet, an der die Unternehmensgruppe zu 56 % beteiligt ist. Damit soll das Geschäftsfeld auch in den digitalen Bereich erweitert werden. Ein Jahr später folgte über dieses Tochterunternehmen der Einstieg in das Streaming-Angebot für Profi- und Breitensport. Anfang 2023 reduzierte Morawa die Mehrheitsbeteiligung an der Data in motion STKC GmbH, vormals Morawa Digital, auf eine Minderheitsbeteiligung, Ende 2023 stieg Morawa komplett aus dem Unternehmen aus.
Im Jahr 2024 erwarb Morawa die älteste Buchhandlung Österreichs, Höllrigl, und renovierte diese ein Jahr später. 2025 erfolgte die Übertragung des Betriebs der Firma ALEX - Buchhandlung Alexander Stelzer e.U. an die Morawa-Leykam Buchhandelsgesellschaft m.b.H. Ebenfalls im Jahr 2025 eröffnete der Flagshipstore Morawa Wortkultur GmbH in der Mariahilferstraße in Wien.

## Unternehmensangaben
Morawa ist ein unabhängiges Familienunternehmen und betreibt mit rund 800 Mitarbeitern (2020) Buchgroßhandel, Bucheinzelhandel, den Morawa Lesezirkel, ein Medienservice für Unternehmen und eine internationale Spedition. Geschäftsführer der Morawa Group ist Wolfgang Rick. 2021 betrug der Umsatz des Konzerns rund 250 Millionen EUR.
Zur Morawa Group gehören:
- Mohr-Morawa Buchvertriebsgesellschaft mbH, Buchgrossvertrieb
- Morawa Buch und Medien GmbH, Bucheinzelhandel
- Morawa Bücherwelt GmbH, Bucheinzelhandel
- Morawa Wortkultur GmbH, Bucheinzelhandel
- Morawa-Leykam Buchhandels GmbH, Bucheinzelhandel
- IM Informations- und Medien GmbH, Bucheinzelhandel
- Eduard Höllrigl, vorm.Herm.Kerber Gesellschaft m.b.H., Bucheinzelhandel
- Moser Lehrmittel GmbH, Schulbücher
- Morawa Online GmbH, Buch-Online-Handel
- Morawa Business Abo Services GmbH, Großabonnements aller Medien
- Morawa Lesezirkel GmbH, Zeitschriftenmiete/Digitales Lesen
- Morawa-Berchtold Transporte GmbH
- WOG World of Green Logistics GmbH und AG, Transport/Logistik/Zoll
- Digi Netz GmbH, Digitale Werbeflächen.

Die Morawa Buch und Medien-Gruppe betreibt mit dem Morawa-Leykam Buchhandel in der Steiermark und Kärntner Buchhandlungen insgesamt 20 Standorte in Österreich. Zum Unternehmen gehören unter anderem die Traditionshäuser Buchhandlung Morawa in der Wollzeile/Wien (gegründet 1877) und die Buchhandlung Moser in Graz (gegründet 1868). Seit 1. Januar 2024 gehört die älteste Buchhandlung Österreichs – Höllrigl in Salzburg – ebenfalls zur Morawa Group. Der Lesezirkel von Morawa bedient etwa 10.000 Kunden.